# Anna dell'Anglia orientale
Anna (... – 653 o 654) fu re dell'Anglia orientale dal 636 fino alla sua morte.

## Biografia
Era figlio di Eni e nipote di Rædwald. Penda, re di Mercia, invase l'Anglia orientale attorno al 635, sconfiggendo e uccidendo re Egric e l'ex sovrano Sigeberht. Anna salì quindi sul trono. Anna, che era cristiano, è ricordato per la sua devozione. Persuase Cenwealh del Wessex ad accettare il battesimo mentre si trovava in esilio nell'Anglia orientale (645 - 648), dopo essere stato scacciato da Penda. Penda impose il dominio merciano sulla Middle Anglia, mettendovi sul trono il figlio Peada e infine sconfisse e uccise Anna, che era tornato sul trono, nel 653 o 654.

## Discendenza
Anna ebbe dalla moglie Sæwara quattro figlie, divenute tutte sante, ed un figlio:
- Sexburga, andata sposa al re Eorcenberht del Kent, divenuta poi badessa di Ely;
- Eteldreda, andata sposa a Tondbert, sovrano del Gyrwas du Sud e, rimasta vedova, al re Ecgfrith di Northumbria; fondatrice e prima badessa dell'abbazia di Ely;
- Etelburga (695 circa), badessa presso l'abbazia di Faremoutiers;
- Withburga (†743), badessa a Dereham;
- Jurmin (653 o 654), morto in combattimento insieme al padre.

Inoltre aveva una figliastra, frutto delle prime nozze della moglie Sæwara:
- Sædrida o Setrida (660), monaca a Faremoutiers, di cui fu la seconda badessa, succedendo direttamente alla fondatrice Fara